# Penny Fuller
Pour les articles homonymes, voir Fuller.
Penny Fuller, née le 21 juillet 1940 à Lumberton (Caroline du Nord), est une actrice américaine.

## Filmographie
- 1972 : Women in Chains (télévision)
- 1973 : Applause (téléfilm)
- 1976 : Les Hommes du président (All the President's Men)  : Sally Aiken
- 1980 : Amber Waves : Fern Jensen
- 1982 : The Elephant Man (téléfilm)
- 1982 : Un piano pour Madame Cimino (A Piano for Mrs. Cimino) (téléfilm)
- 1982 : Lois Gibbs and the Love Canal : Jeannie Kolchak
- 1983 : Intimate Agony : Joanna
- 1992 : Quantum Leap : Jane Lindhurst
- 1984 : L'Amour brisé (Licence to Kill) : Judith Peterson
- 1984 : Cat on a Hot Tin Roof : Mae
- 1986 : As Summers Die : Marci Holt
- 1986 : George Washington II: The Forging of a Nation : Eliza Powel
- 1987 : The Two Mrs. Grenvilles : Cordelia Grenville Hardington
- 1989 : Fire and Rain : Mrs. Hamilton
- 1991 : Lies Before Kisses : Katherine
- 1991 : False Arrest : Marilyn Redmond
- 1992 : Miss Rose White : Kate Ryan
- 1992 : Baby Snatcher : Ruth Benson
- 1993 : Rio Shannon : Beatrice Minister
- 1993 : Star : Olivia Wyatt
- 1993 : Les Allumés de Beverly Hills (The Beverly Hillbillies) : Mrs. Margaret Drysdale
- 1993-94 : Melrose Place : Marilyn Carter
- 1993-94 : The Gift of Love : Leora
- 1995-96 : All My Children : Lois
- 1995-96 : Shadow Conspiracy : Dr Olson
- 2000  : La Couleur de l'amour (The Color of Love: Jacey's Story) : Madeleine Porter
- 2004 : King of the Corner : Mrs. Hargrove
- 2014 : James McNeill Whistler and the Case for Beauty : Anna Whistler (voice)
- 2021 : Strawberry Mansion :  Arabella Isadora

## Comédies musicales
- 1962 : The Moon Besieged
- 1963-67 : Barefoot in the Park
- 1966 : Cabaret[2]
- 1970 : Applause
- 1976 : Rex

## Distinctions et récompenses
Penny Fuller a été nommée aux Emmy Awards à 6 reprises, et a remporté le Primetime Emmy Award de la meilleure actrice dans un second rôle dans une mini-série ou un téléfilm en 1982 pour le rôle de Mrs. Kendal dans The Elephant Man.